# Seznam dílů seriálu Ninjago
Toto je seznam dílů seriálu Ninjago. Dánsko-kanadský akční animovaný televizní seriál Ninjago, který se soustřeďuje na dobrodružství šesti nindžů (Kai, Jay, Cole, Zane, Lloyd a Nya), měl premiéru 14. ledna 2011. 
(Poznámka: Všechny řady jsou dostupné v českém jazyce, kromě speciálu "Day of the Departed," šortek "The Virtues of Spinjitzu" a  minisérie "Decoded")
(Poznámka: Názvy v závorkách jsou české názvy epizod na Youtube kanálu společnosti LEGO)

## Přehled
| Řada                  | Název                          | Díly                  | Premiéra v USA    | Premiéra v USA     | Premiéra v ČR   | Premiéra v ČR   |
| Řada                  | Název                          | Díly                  | První díl         | Poslední díl       | První díl       | Poslední díl    |
| --------------------- | ------------------------------ | --------------------- | ----------------- | ------------------ | --------------- | --------------- |
| 0                     | pilotní díly                   | 4                     | 14. ledna 2011    | 14. ledna 2011     | 2011 (na Primě) | 2011 (na Primě) |
| 1                     | Vzestup hadích kmenů           | 13                    | 2. prosince 2011  | 11. dubna 2012     | vysíláno        | vysíláno        |
| 2                     | Zelený nindža                  | 13                    | 18. července 2012 | 21. listopadu 2012 | vysíláno        | vysíláno        |
| 3                     | Restart                        | 8                     | 29. ledna 2014    | 26. listopadu 2014 | vysíláno        | vysíláno        |
| 4                     | Turnaj živlů                   | 10                    | 23. února 2015    | 3. dubna 2015      | vysíláno        | vysíláno        |
| 5                     | Posednutí                      | 10                    | 29. června 2015   | 10. července 2015  | vysíláno        | vysíláno        |
| 6                     | V nebesích                     | 10                    | 9. června 2016    | 15. července 2016  | vysíláno        | vysíláno        |
| speciál Den zesnulých | speciál Den zesnulých          | speciál Den zesnulých | 29. října 2016    | 29. října 2016     | bude oznámeno   | bude oznámeno   |
| 7                     | Ruce času                      | 10                    | 15. května 2017   | 26. května 2017    | vysíláno        | vysíláno        |
| 8                     | Synové Garmadona               | 10                    | 20. ledna 2018    | 24. března 2018    | vysíláno        | vysíláno        |
| 9                     | Lov                            | 10                    | 11. srpna 2018    | 25. srpna 2018     | vysíláno        | vysíláno        |
| 10                    | Návrat Oni                     | 4                     | 19. ledna 2019    | 9. února 2019      | dubna 2019      | 2019            |
| 11                    | Tajemství Zakázaného Spinjitzu | 30                    | 22. června 2019   | 28. října 2019     | 2019            | 2020            |
| 12                    | Svrchovaná říše                | 16                    | 21. března 2020   | 2. května 2020     | 2020            | 2020            |
| 13                    | Pán hory                       | 16                    | 6. července 2020  | 24. července 2020  | 2020            | 2020            |
| minisérie Ostrov      | minisérie Ostrov               | 4                     | 7. března 2021    | 14. března 2021    | 2021            | 2021            |
| 15                    | Na moři                        | 16                    | 4. dubna 2021     | 30. dubna 2021     | 2021            | 2021            |
| 16                    | Krystalizování                 | 30                    | 20. května 2022   | 1. října 2022      | 2022            | 2022            |

| Č. v řadě | Původní název                     | Český název             | Režie                          | Scénář                      | Premiéra v USA |
| --- | --------------------------------- | ----------------------- | ------------------------------ | --------------------------- | -------------- |
| 1 | Way of the NinjaThe Golden Weapon | Cesta nindžiZlatá zbraň | Michael Hegner a Justin Murphy | Dan Hageman a Kevin Hageman | 14. ledna 2011 |
| Sourozenci kováři Kai a Nya se setkávají se záhadným starým mužem, mistrem Wu, který hledá jejich pomoc, aby pod ním vycvičili hrozbu jeho brzkého návratu bratra Garmadona a jeho nové armády kostlivců, kteří dominují Podsvětí pod vedením bývalého krále Samukaie, kterého Garmadon svrhl. Poté, co je Nya unesena, Kai se připojí ke třem dalším Wuovým studentům, Jayovi, Zaneovi a Coleovi, aby našli a chránili Zlaté zbraně Spinjitzu. Ninjové cestují do Jeskyní zoufalství, aby získali první zlatou zbraň, Kosu Zemětřesení, ale Kostlivci je tam už porazili. |                                   |                         |                                |                             |                |
| 2 | King of ShadowsWeapons of Destiny | Král stínůZbraně osudu  | Michael Hegner a Justin Murphy | Dan Hageman a Kevin Hageman | 14. ledna 2011 |
| Nindžové úspěšně našli tři ze čtyř zlatých zbraní a zůstal jen meč ohně. Budou však muset být provedeny nebezpečné střety, aby byly zbraně mimo dosah Garmadona. Wu vezme meč ohně do podsvětí a bojuje se Samukaiem, který má zbytek zlatých zbraní. Nindžové se pomocí strážných draků dostali do podsvětí. |                                   |                         |                                |                             |                |

### První řada:Vzestup hadích kmenů(2011–2012)
Odkdy Lord Garmadon zmizel z Podsvětí byl ostrov Ninjago v míru, ale nindžové se stali línými. Zatímco se Garmadon ukrýval v stínech a čekal na svou příležitost, nindžové se setkají s jeho synem, Lloydem, který neuvážlivě vypustí novou hrozbu na ostrov Ninjago - starověké kmeny Hadích lidí. Vůdce Hadů, Pythor, vytvoří ďábelský plán jak znovu oživit legendárního, vše spořádajícího hada, Bájného Požírače.
| Č. v seriálu | Č. v řadě | Původní název                  | Český název                                               | Režie                         | Scénář                      | Premiéra v USA   |
| --- | --------- | ------------------------------ | --------------------------------------------------------- | ----------------------------- | --------------------------- | ---------------- |
| 1 | 1         | Rise of the Snakes             | Vzpoura hadů                                              | Peter Hausner                 | Dan Hageman a Kevin Hageman | 2. prosince 2011 |
| Mír se vrátil do Ninjaga a nindžové se spokojili. Jsou však náhle povoláni zpět do akce, když obdrží zprávu, že se lord Garmadon vrátil. Ukázalo se však, že to byl jeho mladý syn, Lloyd Montgomery Garmadon, až do neplechy. Nindžové pořádají turnaj, ve kterém se mezi sebou rozhodne, kdo je předurčen k tomu, aby se stal legendárním „Zeleným nindžou“. Mezitím Lloyd náhodně objeví Hrobku kmene Hypnobrai Serpentine a vysvobodí je a zaútočí na vesnici Jumanakai. Je na nindžích, aby ji zachránili.                                                                                              |           |                                |                                                           |                               |                             |                  |
| 2 | 2         | Home                           | Domov                                                     | Justin Murphy                 | Dan Hageman a Kevin Hageman | 2. prosince 2011 |
| Nindžové se vrátili k výcviku a připravovali se na hrozící hady. Záhadný sokol vede Zana k domku na stromě, který pro Lloyda postavili Hypnobrai. Zbytek nindžů dorazí, čelí Lloydovi a hadům. Poté, co zůstal klášter nehlídaný, se však vrátili , aby jej našli v troskách. Zane s pomocí sokola brzy objeví nový domov - loď s názvem „Destiny’s Bounty“. Mezitím Lloyd je zrazen Hypnobrai. |           |                                |                                                           |                               |                             |                  |
| 3 | 3         | Snakebit                       | Hadí uštknutí                                             | Martin Skov                   | Dan Hageman a Kevin Hageman | 25. ledna 2012   |
| Lloyd, naštvaný poté, co ho vyhnali Hypnobrai, vysvobodí kmen Fangpyre z jejich hrobky. Zpět na Odměně osudu začínají nindžové čistit a připravovat se na své nové sídlo. Navštěvují je Jayovi rodiče - Ed a Edna. Fangpyre zaútočí na smetiště vlastněné Jayovými rodiči a nindžové se s Fangpyre setkávají poprvé. Musí spěchat, aby zachránili Eda a Ednu před jejich transformujícím se jedem. |           |                                |                                                           |                               |                             |                  |
| 4 | 4         | Never Trust a Snake            | Nikdy nevěř hadům                                         | Peter Hausner                 | Dan Hageman a Kevin Hageman | 1. února 2012    |
| Poté, co Fangpyre spojili své síly s Hypnobrai, Lloyd vypustil Pythora - posledního z kmene Anacondrai. Pythor, který předstírá, že je jeho přítelem, mu ukradne mapu, která ukazuje, kde přebývají dva zbývající kmeny hadů. Sensei Wu poté vezme Lloyda pod svá křídla. |           |                                |                                                           |                               |                             |                  |
| 5 | 5         | Can of Worms                   | Skrytá hrozba                                             | Justin Murphy                 | Dan Hageman a Kevin Hageman | 8. února 2012    |
| Lloyd se nastěhuje a žertuje s všemi nindži, zbarví Zaneův oblek do růžova, překonal Kaiove vysoké skóre, pohrával si s Coleovou polévkou a převalil Jayova bojového robota a on si to vyčítá. Mezitím Pythor vysvobodí kmeny Venomari a Constrictai z jejich hrobek a plánuje je sjednotit pod ním. V procesu krade Posvátnou flétnu. Nindžové jdou zmařit plán jednoty, ale jsou téměř zajati. Pouze Zaneův růžový oblek jim umožňuje uniknout a dokončit misi. |           |                                |                                                           |                               |                             |                  |
| 6 | 6         | The Snake King                 | Král hadů                                                 | Martin Skov                   | Dan Hageman a Kevin Hageman | 15. února 2012   |
| Pythor najde starodávné hadí město Ouroboros. Mezitím nindžové dostanou ZX obleky. Tajemný Samurai X jim dělá potíže. Později se Pythor prostřednictvím ďábelského triku prohlásí za hadího krále, předurčeného vůdce, který znovu probudí Velkého požírače - prastaré, zdánlivě nesmrtelné zvíře, které pohltí celé Ninjago. Lloyd to vidí, ale je objeven a uvězněn. Nindži, zajaté hady při pokusu o záchranu Lloyda, zachrání Samurai X, ale Kai šokujícím způsobem zjistí, že Samurai je jeho sestra.                                                                                                   |           |                                |                                                           |                               |                             |                  |
| 7 | 7         | Tick Tock                      | Tik Tak                                                   | Peter Hausner                 | Dan Hageman a Kevin Hageman | 22. února 2012   |
| Když čtyři nindžové následují tajemného sokola do lesa, narazí na skrytou dílnu, kde se Zane dozví tajemství své minulosti; je to nindroid, jehož cílem je „chránit ty, kteří se chránit sami nedokážou“, jak řekl jeho zesnulý otec. Objev jeho minulosti umožňuje Zaneovi uvolnit jeho skutečný potenciál. Mezitím mistr Wu cestuje do říše zla, aby našel lorda Garmadona. |           |                                |                                                           |                               |                             |                  |
| 8 | 8         | Once Bitten, Twice Shy         | Jedno kousnutí bolí dvakrát (Jedno uštknutí bolí dvakrát) | Peter Hausner a Justin Murphy | Dan Hageman a Kevin Hageman | 7. března 2012   |
| Jay a Nya musí zkrátit své první rande v Mega-Monster Parku, protože Serpentine dorazí, aby získal první ze čtyř Hadích tesáků potřebných k probuzení Bájného požírače. Ale Jay napíchne ruku na tesák kostry Fangpyra a spustí transformaci. Zatímco Jay a Nya jdou na rande, další tři nindžové se pokusí zastavit Pythora a Serpentina. Pythor získá první Tesák a Jay zachrání Nyu před smrtí, když odhalí jeho skutečný potenciál, zatímco ona odhalí svou identitu Samurae X. Mezitím Wu najde lorda Garmadona, nyní se čtyřmi pažemi, a varuje ho před Lloydovým zajatcem.                            |           |                                |                                                           |                               |                             |                  |
| 9 | 9         | The Royal Blacksmiths          | Královští kovotepci                                       | Martin Skov                   | Dan Hageman a Kevin Hageman | 14. března 2012  |
| Nindžové se vydávají vyhrát soutěž v tanci, aby získali pohár, který je ve skutečnosti druhý Tesák. Požádají o pomoc Colova otce, který soutěž už vyhrál. Cole z toho, ale není moc nadšený, protože nikdy mu neřekl, že je nindža a lhal, že studuje tanec. Nindžové se podaří vyhrát soutěž. Cole nakonec, přizná svému otci pravdu, kým doopravdy je. Jeho otel je, ale pyšný na to jaký je. Mezitím se Serpentine podaří ukrást druhý tesák od nindžů, během boje Cole dosáhne skutečného potenciálu, díky tomu zachrání svého otce před troskami. Mezitím se Wu s Garmadonem vracejí zpátky do Ninjaga. |           |                                |                                                           |                               |                             |                  |
| 10 | 10        | The Green Ninja                | Zelený nindža                                             | Peter Hausner                 | Dan Hageman a Kevin Hageman | 21. března 2012  |
| 11 | 11        | All of Nothing                 | Všechno nebo nic                                          | Justin Murphy                 | Dan Hageman a Kevin Hageman | 28. března 2012  |
| 12 | 12        | The Rise of the Great Devourer | Bájný požírač ožívá (Hodina Pravdy I.)                    | Martin Skov                   | Dan Hageman a Kevin Hageman | 4. dubna 2012    |
| 13 | 13        | Day of the Great Devourer      | Den Bájného požírače (Hodina Pravdy II.)                  | Peter Hausner                 | Dan Hageman a Kevin Hageman | 11. dubna 2012   |

### Druhá řada:Zelený nindža(2012)
Lord Garmadon zmizel se Zlatými zbraněmi a teď ovládá navíc Hady. Mezitím se nindžové intenzivně věnují tréningu mladého Lloyda, aby byl silný na to utkat se s Lordem Garmadonem v konečné bitce. K získaní zlé moci se Lord Garmadon vypraví k Zlatým vrchům, aby změnil Zlaté zbrane na zbraň stvoření - Mega zbraň.
| Č. v seriálu | Č. v řadě | Původní název                | Český název                         | Režie                      | Scénář                                   | Premiéra v USA     |
| ------------ | --------- | ---------------------------- | ----------------------------------- | -------------------------- | ---------------------------------------- | ------------------ |
| 14           | 1         | Darkness Shall Rise          | Temnota ustoupí                     | Michael Helmuth Hansen     | Dan Hageman a Kevin Hagiman              | 18. července 2012  |
| 15           | 2         | Pirates vs Ninja             | Piráti verzus nindžové              | Trylle Vilstrup            | Dan Hageman a Kevin Hageman              | 25. července 2012  |
| 16           | 3         | Double Trouble               | Dvojité trable                      | Martin Skov                | Dan Hageman, Kevin Hageman a Joel Thomas | 1. srpna 2012      |
| 17           | 4         | Ninjaball Run                | Závod Ninjaball                     | Timothy Ostergaard Paulsen | Dan Hageman, Kevin Hageman a Joel Thomas | 8. srpna 2012      |
| 18           | 5         | Child's Play                 | Dětská hra                          | Michael Helmuth Hansen     | Dan Hageman a Kevin Hageman              | 15. srpna 2012     |
| 19           | 6         | Wrong Place, Wrong Time      | V nesprávný čas na nesprávném místě | Trylle Vilstrup            | Dan Hageman a Kevin Hageman              | 22. srpna 2012     |
| 20           | 7         | The Stone Army               | Kamenná armáda                      | Martin Skov                | Dan Hageman a Kevin Hageman              | 3. října 2012      |
| 21           | 8         | The Day Ninjago Stood Still  | Den, kdy Ninjago osiřelo            | Peter Hausner              | Dan Hageman, Kevin Hageman a Joel Thomas | 10. října 2012     |
| 22           | 9         | The Last Voyage              | Poslední plavba                     | Michael Helmuth Hansen     | Dan Hageman, Kevin Hageman a Joel Thomas | 17. října 2012     |
| 23           | 10        | Island of Darkness           | Ostrov temnot                       | Trylle Vilstrup            | Dan Hageman a Kevin Hageman              | 24. října 2012     |
| 24           | 11        | The Last Hope                | Poslední naděje                     | Martin Skov                | Dan Hageman, Kevin Hageman a Joel Thomas | 7. listopadu 2012  |
| 25           | 12        | Return of the Overlord       | Návrat Pána temnot                  | Peter Hausner              | Dan Hageman a Kevin Hageman              | 14. listopadu 2012 |
| 26           | 13        | Rise of the Spinjitzu Master | Nejvyšší mistr Spinjitzu            | Michael Helmuth Hansen     | Dan Hageman a Kevin Hageman              | 21. listopadu 2012 |

### Třetí řada:Restart(2014)
Vítězství v konečné bitce medzi Zlatým nindžou a Overlordem otevřelo dveře pro novou éru míru a technologického pokroku. Ninjago City se změnilo na futuristický zázrak a je úplne propojené. Vítejte v New Ninjago City. Nindžové tady však mají velmi málo příležitostí k hrdinským činům a tak se z nich stávají učitelé na Wuově akademii. Ale mír je jenom iluze...
| Č. v seriálu | Č. v řadě | Původní název                  | Český název           | Režie                  | Scénář                      | Premiéra v USA     |
| ------------ | --------- | ------------------------------ | --------------------- | ---------------------- | --------------------------- | ------------------ |
| 27           | 1         | The Surge                      | Rázová vlna           | Peter Hausner          | Dan Hageman a Kevin Hageman | 29. ledna 2014     |
| 28           | 2         | The Art of the Silent Fist     | Umění tiché pěsti     | Michael Helmuth Hansen | Dan Hageman a Kevin Hageman | 29. ledna 2014     |
| 29           | 3         | Blackout                       | Blackout (Výpadek)    | Jens Møller            | Dan Hageman a Kevin Hageman | 16. dubna 2014     |
| 30           | 4         | The Curse of the Golden Master | Kletba zlatého mistra | Trylle Vilstrup        | Dan Hageman a Kevin Hageman | 16. dubna 2014     |
| 31           | 5         | Enter the Digiverse            | Vzhůru do digivesmíru | Peter Hausnern         | Dan Hageman a Kevin Hageman | 13. července 2014  |
| 32           | 6         | Codename: Arcturus             | Krycí jméno: Arkturus | Michael Helmuth Hansen | Dan Hageman a Kevin Hageman | 13. července 2014  |
| 33           | 7         | The Void                       | Pustina               | Jens Møller            | Dan Hageman a Kevin Hageman | 26. listopadu 2014 |
| 34           | 8         | The Titanium Ninja             | Titanový nindža       | Peter Hausner          | Dan Hageman a Kevin Hageman | 26. listopadu 2014 |

### Čtvrtá řada:Turnaj živlů(2015)
Když se Zane obětoval, aby porazil Zlatého mistra, síla ze zlatých zbraní v něm odemkla nové schopnosti a odhalila v něm nové vrstvy titanu. Obrovská energie zničila jeho tělo a způsobila, že byl Zane vykázán do Digivesmíru. Jenom P.I.X.A.L. si byla vědoma jeho digitální přítomnosti - nebo to si alespoň myslela...
| Č. v seriálu | Č. v řadě | Původní název            | Český název          | Režie                  | Scénář                      | Premiéra v USA  |
| ------------ | --------- | ------------------------ | -------------------- | ---------------------- | --------------------------- | --------------- |
| 35           | 1         | The Invitation           | Pozvání              | Trylle Vilstrup        | Dan Hageman a Kevin Hageman | 23. února 2015  |
| 36           | 2         | Only One Can Remain      | Jen jeden zůstane    | Michael Helmuth Hansen | Dan Hageman a Kevin Hageman | 2. března 2015  |
| 37           | 3         | Versus                   | Souboj               | Jens Møller            | Dan Hageman a Kevin Hageman | 9. března 2015  |
| 38           | 4         | Ninja Roll               | Nindžové na bruslích | Peter Hausner          | Dan Hageman a Kevin Hageman | 16. března 2015 |
| 39           | 5         | Spy For a Spy            | Špioni               | Trylle Vilstrup        | Dan Hageman a Kevin Hageman | 23. března 2015 |
| 40           | 6         | Spellbound               | Očarování            | Michael Helmuth Hansen | Dan Hageman a Kevin Hageman | 30. března 2015 |
| 41           | 7         | The Forgotten Element    | Zapomenutý živel     | Jens Møller            | Dan Hageman a Kevin Hageman | 31. března 2015 |
| 42           | 8         | The Day of The Dragons   | Den draka            | Peter Hausner          | Dan Hageman a Kevin Hageman | 1. dubna 2015   |
| 43           | 9         | The Greatest Fear of All | Největší obavy       | Per During Risager     | Dan Hageman a Kevin Hageman | 2. dubna 2015   |
| 44           | 10        | The Corridor of Elders   | Koridor starších     | Trylle Vilstrup        | Dan Hageman a Kevin Hageman | 3. dubna 2015   |

### Pátá řada:Posednutí(2015)
Smutný Lloyd je posadnut duchem Morra, mistrem větru a Wuovým prvním studentem. V Lloydově tele Morro spůsobuje, že ostatní nindžové jsou bezmocní předtým, než ukradne Wuovu hůl. Ta obsahuje tri skryté symboly, cestu k hrobce Prvního mistra Spinjitzu. Wu ví, že jestli Morro hrobku objeví, získá Říšský krystal. Tato relikvie má schopnost otevřít cestu mezi Říšemi, čím dokáže dovolit o Královne prokletých vstoupit do světa Ninjago...
| Č. v seriálu | Č. v řadě | Původní název              | Český název                 | Režie                                                       | Scénář                      | Premiéra v USA                                              |
| ------------ | --------- | -------------------------- | --------------------------- | ----------------------------------------------------------- | --------------------------- | ----------------------------------------------------------- |
| 45           | 1         | Winds of Change            | Změna větru                 | Michael Helmuth Hansen                                      | Dan Hageman a Kevin Hageman | 29. června 2015                                             |
| 46           | 2         | Ghost Story                | Příběh o duchovi            | Jens Møller                                                 | Dan Hageman a Kevin Hageman | 30. června 2015                                             |
| 47           | 3         | Stiix and Stones           | Souboj ve Stiixu            | Peter Hausner                                               | Dan Hageman a Kevin Hageman | 1. července 2015                                            |
| 48           | 4         | The Temple on Haunted Hill | Chrám na strašidelném vrchu | Trylle Vilstrup                                             | Dan Hageman a Kevin Hageman | 2. července 2015                                            |
| 49           | 5         | Peak-a-Boo                 | Cyklondo                    | Michael Helmuth Hansen                                      | Dan Hageman a Kevin Hageman | 3. července 2015                                            |
| 50           | 6         | Kingdom Come               | Království přichází         | Jens Møller                                                 | Dan Hageman a Kevin Hageman | 6. července 2015                                            |
| 51           | 7         | The Crooked Path           | Podraz                      | Peter Hausner                                               | Dan Hageman a Kevin Hageman | 7. července 2015                                            |
| 52           | 8         | Grave Danger               | Nebezpečná hrobka           | Trylle Vilstrup                                             | Dan Hageman a Kevin Hageman | 8. července 2015                                            |
| 53-54        | 910       | Curseworld                 | Prokletý svět               | Michael Helmuth Hansen (první část)Jens Møller (druhá část) | Dan Hageman a Kevin Hageman | 9. července 2015 (první část)10. července 2015 (druhá část) |

### Šestá řada:V nebesích(2016)
S porážkou Morra a jeho invaze duchů se z nindžů stávají celebrity. Ale temné mračna se opět stahují nad světem Ninjago, když je Tyrahnova konvice objevena duchem Clouse, bývalého pomocníka Mistra Chena. Ten propustí Nadakhana, zlého džina a kapitána neblaze proslulé pirátské lodi Smolná tvrz. Po získaní své staré posádky se Nadakhan vrací do své původní říše, Djinjaga, jen aby ji našel v zániku. Tahle destrukce spůsobena zničením Královny prokletých vede Nadakhana k pomstě nindžům. Zmení svou loď aby uměla létat a připraví se na útok. Teď jsou z nich Piráti nebes.
| Č. v seriálu | Č. v řadě | Původní název           | Český název                  | Režie                  | Scénář                      | Premiéra v USA    |
| ------------ | --------- | ----------------------- | ---------------------------- | ---------------------- | --------------------------- | ----------------- |
| 55           | 1         | Infamous                | Neblaze proslulí             | Peter Hausner          | Dan Hageman a Kevin Hageman | 9. června 2016    |
| 56           | 2         | Public Enemy Number One | Veřejný nepřítel číslo jedna | Peter Hausner          | Dan Hageman a Kevin Hageman | 16. června 2016   |
| 57           | 3         | Enkrypted               | Ve vězení                    | Jens Møller            | Dan Hageman a Kevin Hageman | 23. června 2016   |
| 58           | 4         | Misfortune Rising       | Smolná tvrz stoupá           | Peter Hausner          | Dan Hageman a Kevin Hageman | 30. června 2016   |
| 59           | 5         | On a Wish and a Prayer  | Zbožné přání                 | Micheal Helmuth Hansen | Dan Hageman a Kevin Hageman | 11. července 2016 |
| 60           | 6         | My Dinner with Nadakhan | Večeře s Nadakhanem          | Jens Møller            | Dan Hageman a Kevin Hageman | 12. července 2016 |
| 61           | 7         | Wishmasters             | Mistři přání                 | Peter Hausner          | Dan Hageman a Kevin Hageman | 13. července 2016 |
| 62           | 8         | The Last Resort         | Poslední možnost             | Michael Helmuth Hansen | Dan Hageman a Kevin Hageman | 14. července 2016 |
| 63           | 9         | Operation Land Ho!      | Země na obzoru               | Peter Hausner          | Dan Hageman a Kevin Hageman | 15. července 2016 |
| 64           | 10        | The Way Back            | Cesta zpátky                 | Peter Hausner          | Dan Hageman a Kevin Hageman | 15. července 2016 |

### Speciál:Den zesnulých(2016)
Když se Cole vrací do Yangova strašidelného chrámu aby se pomstil bývalému mistrovi Airjitzu, který ho změnil na ducha, omylem použije starobilý artefakt plný temné magie a propustí tak duchy nejhorších padouchů kterí kdy v Ninjagu byli a Cola uvězní v chrámu! Zatímco Cole bojuje o svou svobodu, nindžové musí své protivníky vrátit zpátky do Říše zesnulých předtým než získají sílu aby zůstali v Ninjagu napořád!
| Č. v seriálu | Č. v řadě | Původní název       | Český název   | Režie         | Scénář       | Premiéra v USA |
| ------------ | --------- | ------------------- | ------------- | ------------- | ------------ | -------------- |
| 64-65        | 0         | Day of the Departed | Den zesnulých | Peter Hausner | David Shayne | 29. října 2016 |

### Sedmá řada:Ruce času(2017)
Krátce po Dni zesnulých Mistr Wu čeká na svého starého nepřítele Acronixe aby dokončil bitku, kterou začal před čtyřiceti lety. Ale Wu nikdy neměl čelit tak mocnému nepříteli sám. Acronix zasáhne Wua časovou ránou, která u něj spůsobí rapidní stárnutí! Acronix uniká a setkává se se svým dvojčatem Kruxem, který žil čtyřicet let v přestrojení jako milý Dr. Sander Saunders. Počas tohoto času Krux připravil neporazitelnou plazící se armádu - Vermillionské bojovníky.
| Č. v seriálu | Č. v řadě | Původní název                            | Český název                    | Režie                  | Scénář       | Premiéra v USA  |
| ------------ | --------- | ---------------------------------------- | ------------------------------ | ---------------------- | ------------ | --------------- |
| 65           | 1         | The Hands of Time                        | Ruce času                      | Michael Helmuth Hansen | David Shayne | 15. května 2017 |
| 66           | 2         | The Hatching                             | Líheň                          | Trylle Vilstrup        | David Shayne | 16. května 2017 |
| 67           | 3         | A Time of Traitors                       | Čas zrádců                     | Peter Hausner          | John Behnke  | 17. května 2017 |
| 68           | 4         | Scavengers                               | Mrchožrouti                    | Michael Helmuth Hansen | Jack Thomas  | 18. května 2017 |
| 69           | 5         | A Line in the Sand                       | Druhý meč času                 | Trylle Vilstrup        | Adam Beechen | 19. května 2017 |
| 70           | 6         | The Attack                               | Útok                           | Peter Hausner          | Ryan Levin   | 22. května 2017 |
| 71           | 7         | Secrets Discovered                       | Odhalená tajemství             | Michael Helmuth Hansen | Jack Thomas  | 23. května 2017 |
| 72           | 8         | Pause and Effect                         | Zastavení a důsledek           | Trylle Vilstrup        | John Behnke  | 24. května 2017 |
| 73           | 9         | Out of the Fire and Into the Boiling Sea | Z ohně rovnou do vroucího moře | Peter Hausner          | David Shayne | 25. května 2017 |
| 74           | 10        | Lost in Time                             | Ztraceni v čase                | Trylle Vilstrup        | David Shayne | 26. května 2017 |

### Osmá řada:Synové Garmadona(2018)
Synové Garmadona, záhadný gang motorkářů jde po třech maskách Oni, které plánují použit na oživení zlého Lorda Garmadona. Může je mocný zelený nindža Lloyd a jeho tým nindžů porazit dřív, než bude pozdě?
| Č. v seriálu | Č. v řadě | Původní název               | Český název                 | Režie                  | Scénář                                   | Premiéra v USA              |
| ------------ | --------- | --------------------------- | --------------------------- | ---------------------- | ---------------------------------------- | --------------------------- |
| 75           | 1         | The Mask of Deception       | Maska klamu                 | Peter Hausner          | Dan Hageman, Kevin Hageman a Bragi Schut | 20. ledna 2018 (Austrálie)  |
| 76           | 2         | The Jade Princess           | Nefritová princezna         | Jens Møller            | Dan Hageman, Kevin Hageman a Bragi Schut | 27. ledna 2018 (Austrálie)  |
| 77           | 3         | The Oni and the Dragon      | Oni a drak                  | Trylle Vilstrup        | Dan Hageman, Kevin Hageman a Bragi Schut | 3. února 2018 (Austrálie)   |
| 78           | 4         | Snake Jaguar                | Had Jaguár                  | Michael Helmuth Hansen | Dan Hageman a Kevin Hageman              | 10. února 2018 (Austrálie)  |
| 79           | 5         | Dead Man's Squall           | Bouře mrtvého muže          | Frederik Budolph       | Bragi Schut                              | 17. února 2018 (Austrálie)  |
| 80           | 6         | The Quiet One               | Tichý                       | Jens Møller            | Dan Hageman a Kevin Hageman              | 24. února 2018 (Austrálie)  |
| 81           | 7         | Game of Masks               | Hra masek                   | Trylle Vilstrup        | Dan Hageman a Kevin Hageman              | 3. března 2018 (Austrálie)  |
| 82           | 8         | Dread on Arrival            | Hrůza přichází              | Michael Helmuth Hansen | Dan Hageman a Kevin Hageman              | 10. března 2018 (Austrálie) |
| 83           | 9         | True Potential              | Pravý potenciál             | Jens Møller            | Dan Hageman a Kevin Hageman              | 17. března 2018 (Austrálie) |
| 84           | 10        | Big Trouble, Little Ninjago | Velký problém, malé Ninjago | Trylle Vilstrup        | Dan Hageman a Kevin Hageman              | 24. března 2018 (Austrálie) |

### Devátá řada:Lov(2018)
Zatímco Lloyd a Nya vzdorují císaři Garmadonovi, který vládne železnou rukou v Ninjago City, mladý Wu a zbytek nindžů jsou straceni v barbarské říši kde jsou mocní draci loveni Železo Baronem a jeho gangem dračích lovců. Lloyd musí vydržet v Ninjago City a ostatní musí najít legendární Zlaté brnení aby se mohli vrátit do Ninjaga a porazit Garmadona jednou provždy.
| Č. v seriálu | Č. v řadě | Původní název         | Český název            | Režie                                  | Scénář                      | Premiéra v USA |
| ------------ | --------- | --------------------- | ---------------------- | -------------------------------------- | --------------------------- | -------------- |
| 85           | 1         | Firstbourne           | Prvorozená             | Peter Hausner                          | Dan Hageman a Kevin Hageman | 11. srpna 2018 |
| 86           | 2         | Iron and Stone        | Železo a kámen         | Michael Helmuth Hansen                 | Bragi Schut                 | 11. srpna 2018 |
| 87           | 3         | Radio Free Ninjago    | Rádio Svobodné Ninjago | Jens Møller                            | Dan Hageman a Kevin Hageman | 11. srpna 2018 |
| 88           | 4         | How to Build a Dragon | Jak postavit draka     | Trylle Vilstrup                        | Bragi Schut                 | 11. srpna 2018 |
| 89           | 5         | The Gilded Path       | Zlatá stezka           | Michael Helmuth Hansen                 | Bragi Schut                 | 18. srpna 2018 |
| 90           | 6         | Two Lies, One Truth   | Dvě lži, jedna pravda  | Jens Møller                            | Dan Hageman a Kevin Hageman | 18. srpna 2018 |
| 91           | 7         | The Weakest Link      | Nejslabší článek       | Trylle Vilstrup                        | Dan Hageman a Kevin Hageman | 18. srpna 2018 |
| 92           | 8         | Saving Faith          | Záchrana Víry          | Michael Helmuth Hansen a Peter Egeberg | Dan Hageman a Kevin Hageman | 25. srpna 2018 |
| 93           | 9         | Lessons for a Master  | Lekce pro mistra       | Jens Møller                            | Bragi Schut                 | 25. srpna 2018 |
| 94           | 10        | Green Destiny         | Zelený osud            | Peter Hausner                          | Dan Hageman a Kevin Hageman | 25. srpna 2018 |

### Desátá řada:Návrat Oni(2019)
Nositelé zkázy, temnoty a zničení zostupují na Ninjago a všechna nadejě se zdá být ztracena. Nindžové musí zastavit invazi Oni - ale jak dokážou porazit tuhle ničivou sílu a ochránit dedictví Ninjaga? Už není žádný čas - je tohle konec Ninjaga alebo porazí dobro síly zla už napořád?
| Č. v seriálu | Č. v řadě | Původní název      | Český název      | Režie         | Scénář      | Premiéra v USA |
| ------------ | --------- | ------------------ | ---------------- | ------------- | ----------- | -------------- |
| 95           | 1         | The Darkness Comes | Temnota přichází | Peter Hausner | Bragi Schut | 19. ledna 2019 |
| 96           | 2         | Into the Breach    | Pomoc v nouzi    | Peter Hausner | Bragi Schut | 26. ledna 2019 |
| 97           | 3         | The Fall           | Pád              | Peter Hausner | Bragi Schut | 2. února 2019  |
| 98           | 4         | Endings            | Konce            | Peter Hausner | Bragi Schut | 9. února 2019  |

### Jedenáctá řada:Tajemství Zakázaného Spinjitzu(2019)
Kapitola Ohně: Svitky Zakázaného Spinjitzu byli uchováni v tajnosti po tisíce let. S dobrým důvodem. Zlá hadí čarodejnice, Aspheera, byla pohřbena stejně jako svitky, ale teď je zpátky, hladová po pomstě a připravena vytasit své tesáky na zvitky a získat znovu svou moc. Síly, přátelství, přesvědčení i důvera nindžů bude přeskoušena jako nikdy dřív.
Kapitola Ledu: Zane byl uvěznen zlým Ledovým císařem. Nindžové se musí vydat na záchrannou misi, ale jestli chtějí ještě někdy vidět svého přítele, musí porazit vojska ledových samurajů a prorazit si cestu Nikdy-zemí, odkud se ještě žádný nindža nevrátil.
| Č. v seriálu | Č. v řadě | Původní název                      | Český název                    | Režie           | Scénář                   | Premiéra v USA    | Premiéra v ČR  |
| ------------ | --------- | ---------------------------------- | ------------------------------ | --------------- | ------------------------ | ----------------- | -------------- |
| 99           | 1         | Wasted True Potential              | Plýtvání Potenciálem           | Wade Cross      | Bragi Schut              | 22. června 2019   | 2019           |
| 100          | 2         | Questing for Quests                | Pátrání po misích              | Daniel Ife      | Bragi Schut              | 22. června 2019   | bude oznámeno  |
| 101          | 3         | A Rocky Start                      | Tvrdý začátek                  | Shane Poettcker | Bragi Schut              | 29. června 2019   | bude oznámeno  |
| 102          | 4         | The Belly of the Beast             | V břiše bestie                 | Wade Cross      | Bragi Schut              | 29. června 2019   | bude oznámeno  |
| 103          | 5         | Boobytraps and How to Survive Them | Pasti a jak je přežít          | Daniel Ife      | Bragi Schut              | 6. července 2019  | bude oznámeno  |
| 104          | 6         | The News Never Sleeps              | Noviny nikdy nespí             | Shane Poettcker | Bragi Schut              | 6. července 2019  | bude oznámeno  |
| 105          | 7         | Ninja vs Lava                      | Nindžové versus láva           | Wade Cross      | Kevin Burke, Chris Wyatt | 13. července 2019 | bude oznámeno  |
| 106          | 8         | Snaketastrophy                     | Hadostrofa                     | Daniel Ife      | Kevin Burke, Chris Wyatt | 13. července 2019 | bude oznámeno  |
| 107          | 9         | Powerless                          | Bezmocný                       | Shane Poettcker | Kevin Burke, Chris Wyatt | 20. července 2019 | bude oznámeno  |
| 108          | 10        | Ancient History                    | Starodávné dějiny              | Wade Cross      | Bragi Schut              | 20. července 2019 | bude oznámeno  |
| 109          | 11        | Never Trust a Human                | Nikdy nevěř člověku            | Daniel Ife      | Bragi Schut              | 27. července 2019 | bude oznámeno  |
| 110          | 12        | Under Siege                        | V obležení                     | Shane Poettcker | Kevin Burke, Chris Wyatt | 27. července 2019 | bude oznámeno  |
| 111          | 13        | The Explorers Club                 | Klub Průzkumníků               | Wade Cross      | Kevin Burke, Chris Wyatt | 3. srpna 2019     | bude oznámeno  |
| 112          | 14        | Vengeance is Mine!                 | Pomsta je má!                  | Daniel Ife      | Bragi Schut              | 3. srpna 2019     | bude oznámeno  |
| 113          | 15        | A Cold Goodbye                     | Chladné sbohem                 | Shane Poettcker | Bragi Schut              | 10. srpna 2019    | bude oznámeno  |
| 114          | 16        | The Never-Realm                    | Nikdy-země                     | Wade Cross      | Bragi Schut              | 9. září 2019      | 25. ledna 2020 |
| 115          | 17        | Fire Maker                         | Tvůrce ohně                    | Daniel Ife      | Bragi Schut              | 16. září 2019     | 25. ledna 2020 |
| 116          | 18        | An Unlikely Ally                   | Nečekaný spojenec              | Shane Poettcker | Bragi Schut              | 16. září 2019     | 26. ledna 2020 |
| 117          | 19        | The Absolute Worst                 | Úplně nejhorší nindža ze všech | Wade Cross      | Kevin Burke, Chris Wyatt | 23. září 2019     | 26. ledna 2020 |
| 118          | 20        | The Message                        | Vzkaz                          | Daniel Ife      | Bragi Schut              | 23. září 2019     | 1. února 2020  |
| 119          | 21        | The Traveler's Tree                | Strom cestovatele              | Shane Poettcker | Kevin Burke, Chris Wyatt | 30. září 2019     | 1. února 2020  |
| 120          | 22        | Krag's Lament                      | Kragův nářek                   | Wade Cross      | Kevin Burke, Chris Wyatt | 30. září 2019     | 2. února 2020  |
| 121          | 23        | Secret of The Wolf                 | Vlkovo tajemství               | Daniel Ife      | Matt "Chato" Hill        | 7. října 2019     | 2. února 2020  |
| 122          | 24        | The Last of the Formlings          | Poslední z Formlingů           | Daniel Ife      | Kevin Burke, Chris Wyatt | 7. října 2019     | 8. února 2020  |
| 123          | 25        | My Enemy, My Friend                | Můj nepřítel, můj přítel       | Wade Cross      | Bragi Schut              | 14. října 2019    | 8. února 2020  |
| 124          | 26        | The Kaiju Protocol                 | Protokol Kaiju                 | Daniel Ife      | Kevin Burke, Chris Wyatt | 14. října 2019    | 9. února 2020  |
| 125          | 27        | Corruption                         | Zkažení                        | Shane Poettcker | Bragi Schut              | 21. října 2019    | 9. února 2020  |
| 126          | 28        | A Fragile Hope                     | Křehká naděje                  | Adam Wood       | Matt "Chato" Hill        | 21. října 2019    | 15. února 2020 |
| 127          | 29        | Once and for All                   | Jednou provždy                 | Shane Poettcker | Bragi Shut               | 28. října 2019    | 15. února 2020 |
| 128          | 30        | Awakenings                         | Probuzení                      | Shane Poettcker | Bragi Schut              | 28. října 2019    | 16. února 2020 |

### Dvanáctá řada:Svrchovaná říše(2020)
"Kdo chce vstoupit do Svrchované říše?" V této úžasné videohrě můžete být kýmkoli chcete! Jay se nemůže dočkat, až začne hrát. Ale když Jay a stovky hráčů zmizí beze stopy, nindžové musí vstoupit do hry a zjistit kdo je ve skutečnosti obávaný císař Unagami. Teď musí splnit komplikované herní úkoly v různých světech, až pak mohou čelit Unagamimu. Dokážou ale nindžové dosáhnout konečné úrovně a porazit samotnou hru?
| Č. v seriálu | Č. v řadě | Původní název                         | Český název                           | Režie           | Scénář                      | Premiéra v USA  | Premiéra v ČR  |
| ------------ | --------- | ------------------------------------- | ------------------------------------- | --------------- | --------------------------- | --------------- | -------------- |
| 129          | 1         | Would You Like to Enter Prime Empire? | Kdo chce vstoupit do Svrchované říše? | Wade Cross      | Alisha Brophy, Scott Miles  | 21. března 2020 | 26. září 2020  |
| 130          | 2         | Dyer's Island                         | Dyerův ostrov                         | Daniel Ife      | Alisha Brophy & Scott Miles | 21. března 2020 | 26. září 2020  |
| 131          | 3         | Level 13                              | 13. úroveň                            | Shane Poettcker | Alisha Brophy & Scott Miles | 29. března 2020 | 27. září 2020  |
| 132          | 4         | Superstar Rockin' Jay                 | Superstar Válející Jay                | Wade Cross      | Kevin Burke, Chris Wyatt    | 29. března 2020 | 27. září 2020  |
| 133          | 5         | I am Okino                            | já Jsem Okino                         | Daniel Ife      | Kevin Burke, Chris Wyatt    | 4. dubna 2020   | 3. října 2020  |
| 134          | 6         | The Glitch                            | Chyba                                 | Shane Poettcker | Bragi Schut                 | 4. dubna 2020   | 3. října 2020  |
| 135          | 7         | The Cliffs of Hysteria                | Útesy Hysterie                        | Wade Cross      | Bragi Schut                 | 11. dubna 2020  | 4. října 2020  |
| 136          | 8         | The Maze of the Red Dragon            | Bludiště červeného draka              | Daniel Ife      | Kevin Burke, Chris Wyatt    | 11. dubna 2020  | 4. října 2020  |
| 137          | 9         | One Step Forward, Two Steps Back      | Jeden krok vpřed a dva zpět           | Shane Poettcker | Alisha Brophy, Scott Miles  | 18. dubna 2020  | 10. října 2020 |
| 138          | 10        | Racer Seven                           | Závodník č. 7                         | Wade Cross      | Bragi Schut                 | 18. dubna 2020  | 10. října 2020 |
| 139          | 11        | The Speedway Five-Billion             | Dálnice pěti miliard                  | Daniel Ife      | Bragi Schut                 | 25. dubna 2020  | 11. října 2020 |
| 140          | 12        | Stop, Drop and Side Scroll            | Zastav se, poklekni a vpřed           | Shane Poettcker | Alisha Brophy, Scott Miles  | 25. dubna 2020  | 11. října 2020 |
| 141          | 13        | Ninjago Confidential                  | Tajnosti v Ninjagu                    | Wade Cross      | Kevin Burke, Chris Wyatt    | 26. dubna 2020  | 17. října 2020 |
| 142          | 14        | The Prodigal Father                   | Marnotratný otec                      | Daniel Ife      | Kevin Burke, Chris Wyatt    | 26. dubna 2020  | 17. října 2020 |
| 143          | 15        | The Temple of Madness                 | Chrám bláznovství                     | Shane Poettcker | Alisha Brophy, Scott Miles  | 2. května 2020  | 18. října 2020 |
| 144          | 16        | Game Over                             | Konec hry                             | Wade Cross      | Bragi Schut                 | 2. května 2020  | 18. října 2020 |

### Třináctá řada:Pán hory(2020)
Nindžové jsou pozvaní na narozeniny princezny Vanii do království Shintaro. Na první pohled vypadá Slonovinové město jako netčené místo, ale nindžové brzy objeví temné a zapomenuté podsvětí hory - Kobky Shintara. Když už jsou uvnitř, musí najít cestu ven za svobodou za tunely plnými bludišť, nebezpečí, strašných příšer a porazit vládce tohoto místa, Čarodejě lebek. Nindžové si musí svou cestu zvolit moudře.
| Č. v seriálu | Č. v řadě | Původní název          | Český název                | Režie           | Scénář                   | Premiéra v USA    | Premiéra v ČR      |
| ------------ | --------- | ---------------------- | -------------------------- | --------------- | ------------------------ | ----------------- | ------------------ |
| 145          | 1         | Shintaro               | Shintaro                   | Daniel Ife      | Kevin Burke, Chris Wyatt | 6. července 2020  | 24. října 2020     |
| 146          | 2         | Into the Dark          | Do temnoty                 | Shane Poettcker | Kevin Burke, Chris Wyatt | 6. července 2020  | 24. října 2020     |
| 147          | 3         | The Worst Rescue Ever  | Nejhorší záchrana vůbec    | Wade Cross      | Chato Hill               | 7. července 2020  | 25. října 2020     |
| 148          | 4         | The Two Blades         | Dvě čepele                 | Daniel Ife      | Bragi Schut              | 8. července 2020  | 25. října 2020     |
| 149          | 5         | Queen of the Munce     | Královna Munců             | Shane Poettcker | Bragi Schut              | 9. července 2020  | 31. října 2020     |
| 150          | 6         | Trial By Mino          | Minův soud                 | Wade Cross      | Kevin Burke, Chris Wyatt | 10. července 2020 | 31. října 2020     |
| 151          | 7         | The Skull Sorcerer     | Čaroděj Lebek              | Daniel Ife      | Kevin Burke, Chris Wyatt | 13. července 2020 | 1. listopadu 2020  |
| 152          | 8         | The Real Fall          | Skutečný pád               | Shane Poettcker | Bragi Schut              | 14. července 2020 | 1. listopadu 2020  |
| 153          | 9         | Dungeon Party!         | Párty ve vězení!           | Wade Cross      | Kevin Burke, Chris Wyatt | 15. července 2020 | 7. listopadu 2020  |
| 154          | 10        | Dungeon Crawl!         | Plazení ve vězení!         | Daniel Ife      | Kevin Burke, Chris Wyatt | 16. července 2020 | 7. listopadu 2020  |
| 155          | 11        | Grief-Bringer          | Nositel žalu               | Shane Poettcker | Bragi Schut              | 17. července 2020 | 8. listopadu 2020  |
| 156          | 12        | Masters Never Quit     | Mistři se nikdy nevzdávají | Wade Cross      | Bragi Schut              | 20. července 2020 | 8. listopadu 2020  |
| 157          | 13        | The Darkest Hour       | Nejtemnější hodinka        | Daniel Ife      | Kevin Burke, Chris Wyatt | 21. července 2020 | 14. listopadu 2020 |
| 158          | 14        | The Ascent             | Výstup                     | Shane Poettcker | Bragi Schut              | 22. července 2020 | 14. listopadu 2020 |
| 159          | 15        | The Upply Strike Back! | Povýšení vrací úder!       | Wade Cross      | Bragi Schut              | 23. července 2020 | 15. listopadu 2020 |
| 160          | 16        | The Son of Lilly       | Lilyin syn                 | Daniel Ife      | Bragi Schut              | 24. července 2020 | 15. listopadu 2020 |

### Čtrnáctá řada:Ostrov(2021)
Expedice vedená Misako, Mistrem Wuem a Clutchem Powersem se ztratila! Nindžové se proto musí vydat na záchrannou misi na neprozkoumaný ostrov. Na místo, které nebylo nikdy zmapováno kvůli divným nekonečným elektrickým bouřím. Nindžové se střetávají s jedinou osobou, která se odtamtud vrátila a prosí ho, aby byl jejich průvodcem. Na palubě Odměny Osudu míří přímo na ostrov, nepřipraveni na svět bouří, příšer a zkázy!
| Č. v seriálu | Č. v řadě | Původní název             | Český název     | Režie           | Scénář                   | Premiéra v Kanadě | Premiéra v ČR  |
| ------------ | --------- | ------------------------- | --------------- | --------------- | ------------------------ | ----------------- | -------------- |
| 161          | 1         | Uncharted                 | Neprozkoumaný   | Daniel Ife      | Bragi Schut              | 7. března 2021    | 11. října 2021 |
| 162          | 2         | The Keepers of the Amulet | Strážci Amuletu | Shane Poettcker | Kevin Burke, Chris Wyatt | 7. března 2021    | 11. října 2021 |
| 163          | 3         | The Gift of Jay           | Dárek Jay       | Wade Cross      | Bragi Schut              | 14. března 2021   | 12. října 2021 |
| 164          | 4         | The Tooth of Wojira       | Wojirin zub     | Daniel Ife      | Kevin Burke, Chris Wyatt | 14. března 2021   | 12. října 2021 |

### Patnáctá řada:Na moři(2021)
Něco se stalo! Nyini živelné síly nefungují správně! Když nindžové zjistí, že to může mít neco společného se záhadným signálem energie, Nya, její máma Maya, P.I.X.A.L., Zane, Lloyd a Jay musí zamířit do nejhlubší části Nekonečného moře aby nalezli odpovědi.
| Č. v seriálu | Č. v řadě | Původní název              | Český název              | Režie                       | Scénář                   | Premiéra v Kanadě | Premiéra v ČR  |
| ------------ | --------- | -------------------------- | ------------------------ | --------------------------- | ------------------------ | ----------------- | -------------- |
| 165          | 1         | A Big Splash               | Velké šplouchnutí        | Shane Poettcker             | Bragi Schut              | 4. dubna 2021     | 13. října 2021 |
| 166          | 2         | The Call of the Deep       | Volání hlubin            | Wade Cross                  | Bragi Schut              | 4. dubna 2021     | 13. října 2021 |
| 167          | 3         | Unsinkable                 | Nepotopitelná            | Daniel Ife                  | Kevin Burke, Chris Wyatt | 11. dubna 2021    | 14. října 2021 |
| 168          | 4         | Five Thousand Fathoms Down | Pět tisíc sáhů pod mořem | Shane Poettcker             | Bragi Schut              | 11. dubna 2021    | 14. října 2021 |
| 169          | 5         | The Wrath of Kalmaar       | Kalmaarův hnev           | Wade Cross                  | Bragi Schut              | 18. dubna 2021    | 15. října 2021 |
| 170          | 6         | Long Live the King         | Ať žije král             | Daniel Ife                  | Kevin Burke, Chris Wyatt | 18. dubna 2021    | 15. října 2021 |
| 171          | 7         | The Escape from Merlopia   | Útěk z Merlopie          | Shane Poettcker             | Bragi Schut              | 25. dubna 2021    | 18. října 2021 |
| 172          | 8         | The Tale of Benthomaar     | Benthomaarův příběh      | Wade Cross                  | Kevin Burke, Chris Wyatt | 25. dubna 2021    | 18. října 2021 |
| 173          | 9         | The Storm Amulet           | Amulet bouře             | Daniel Ife                  | Bragi Schut              | 27. dubna 2021    | 19. října 2021 |
| 174          | 10        | Riddle of the Sphinx       | Hádanka sfingy           | Shane Poettcker             | Kevin Burke, Chris Wyatt | 27. dubna 2021    | 19. října 2021 |
| 175          | 11        | Papergirl                  | Kamelotka                | Wade Cross                  | Bragi Schut              | 28. dubna 2021    | 20. října 2021 |
| 176          | 12        | Master of the Sea          | Mistr moře               | Daniel Ife                  | Kevin Burke, Chris Wyatt | 28. dubna 2021    | 20. října 2021 |
| 177          | 13        | The Calm Before the Storm  | Klid před bouří          | Shane Poettcker             | Bragi Schut              | 29. dubna 2021    | 21. října 2021 |
| 178          | 14        | Assault on Ninjago City    | Útok na Ninjago City     | Wade Cross                  | Kevin Burke, Chris Wyatt | 29. dubna 2021    | 21. října 2021 |
| 179          | 15        | Nyad                       | Nyad                     | Daniel Ife                  | Bragi Schut              | 30. dubna 2021    | 22. října 2021 |
| 180          | 16        | The Turn of the Tide       | Příliv se obrací         | Shane Poettcker, Wade Cross | Bragi Schut              | 30. dubna 2021    | 22. října 2021 |

### Šestnáctá řada: Krystalizování (2022)
Tentokrát jsou nindžové uvězněni ve vězení Kryptárium, kde jsou obklopeni svými starými nepřáteli. Zde se dozví, že záhadný Křišťálový král verbuje řadu špatných nepřátel. Aby zjistili identitu tohoto nového padoucha, nindžové utečou z vězení a stanou se uprchlíky. Kdo je Křišťálový král? A proč dává dohromady tak mocnou radu? A jak to celé dopadne?
| Č. v seriálu | Č. v řadě | Původní název                    | Český název                           | Režie           | Scénář                   | Premiéra v USA  | Premiéra v ČR      |
| --- | --------- | -------------------------------- | ------------------------------------- | --------------- | ------------------------ | --------------- | ------------------ |
| 181 | 1         | Farewell the Sea                 | Sbohem, moře                          | Wade Cross      | Bragi Schut              | 20. května 2022 | 7. listopadu 2022  |
| Rok potom, co Nya v boji s Wojirou splynula s mořem, oznámí starosta Ninjaga nový tím ninjů a zakáže činnost starým ninjům, s tím, že všechno ničí. Mistr Wu mezitím ve starých svitcích prvního Mistra spinjitzu hledá způsob jak přivést Nyu zpět. Cole pak přijde za Wuem s tím, že je znepokojen zásilkou kamene pomsty který se nedávno skupina padouchů pokusila převést. Cole se Zanem se znova pokusí spojit tím nindžů, což se jim nakonec i podaří. |           |                                  |                                       |                 |                          |                 |                    |
| 182 | 2         | Tha Call of Home                 | Volání domova                         | Daniel Ife      | Lauren Bradley           | 20. května 2022 | 7. listopadu 2022  |
| Nya splynutá s mořem zachrání cizí loď v bouři. Narazí však na Nyad, která před tisíci lety porazila Wojiru a taktéž splynula s mořem. Ta ji v pomůže si vzpomenout na to kdo ve skutečnosti je. Nya si vzpomene na to že je nindža, a zeptá se Nyady na to jak by se mohla stát znova smrtelníkem. Přijde však na to, že jediná možnost jak by se mohla znova stát smrtelníkem, je zbavit se schopností. |           |                                  |                                       |                 |                          |                 |                    |
| 183 | 3         | The Shape of Nya                 | Tvar Nyi                              | Shane Poettcker | Kevin Burke, Chris Wyatt | 20. května 2022 | 8. listopadu 2022  |
| Nindžové se rozhodnou pronásledovat další podezřelou zásilku kamene pomsty, která je však přivede do zapomenuté podzemní linky. Tam se utkají se zločinci kteří kameny pomsty převážejí. Boj však sami nezvládají a na pomoc přijdou "noví nindžové" kteří boj dokončí, ale připisují si vítězství jen s "pomocí" originálních nindžů, a pokouší se staré nindžy nahradit. Z vody na základně se vynoří Nya která nindžům rychle oznámí že jediná šance jak ji dostat zpět je sebrat jí její vodní sílu. |           |                                  |                                       |                 |                          |                 |                    |
| 184 | 4         | A Mayor Problem                  | Velký problém                         | Wade Cross      | Liz Hara                 | 20. května 2022 | 8. listopadu 2022  |
| Když se ukázalo že jediná šance jak dostat Nyu zpět, je sebrat jí její sílu, začne se zdát Aspheera jako jediná volba. Nindžové se vloupou do vězení Kryptárium kde je uvězněna Aspheera a slíbí jí že pokud jim pomůže sebrat Nyinu sílu, zajistí Aspheeře slobodu. Aktivují však alarm, který jim celou operaci stěží, uprchnou však. Cole a Jay půjdou do Borgové věžě po Aspheeřinu hůl. Tam však není a nindžové zjistí že se bude o chvíli převážet na jiné místo. |           |                                  |                                       |                 |                          |                 |                    |
| 185 | 5         | Public Enemies 1, 2, 3, 4 and 5! | Veřejný nepřítel číslo 1, 2, 3, 4 a 5 | Daniel Ife      | Lizzi Oyebode            | 20. května 2022 | 9. listopadu 2022  |
| Cole a Zane v Borgové věži nenašli hůl která by jim pomohla serbat Nyinu schopnost a přivést ji zpátky. Zjistili že se převáží na jiné místo. Nindžové proto propadnou policejní konvoj, utkají se s novými nindžy které porazí a uprchnou s holí. Jméno jednoho z nindžů však bylo vyzrazeno, a starosta proto vyhlásí po starých nindžích pátrání s cílem je zatknout. |           |                                  |                                       |                 |                          |                 |                    |
| 186 | 6         | A Painful Promise                | Bolestný slib                         | Shane Poettcker | Kevin Burke, Chris Wyatt | 20. května 2022 | 9. listopadu 2022  |
| Nindžové přijdou na základnu s holí pro Aspheeru a ta může začít odsávat schopnost Nyi která je zmražena. Nindžy však vypátrá policie spolu s novým tímem a zatknou je. Nya se však úspěšně vrátí jako smrtelník. |           |                                  |                                       |                 |                          |                 |                    |
| 187 | 7         | Ninjago City vs. Ninja           | Ninjago City vs. ninjové              | Wade Cross      | Bragi Schut              | 20. května 2022 | 10. listopadu 2022 |
| Zatknutí nindžové jdou před soud, který je odsoudí na 5 let vězení v Kryptáriu. Lloyd tam však má nečekanou návštěvu. Přijela za ním tajemná osoba s maskou Kabuki která Lloydovi řekne o plánu Křišťálového krále, který má v úmyslu ovládnout Ninjago. Hologram této tajemné osoby se pak zjeví i odsouzenému bývalému králi Shintara, Vangelisi. Ten přijme pozvání na radu Křišťálového krále. |           |                                  |                                       |                 |                          |                 |                    |
| 188 | 8         | Kryptarium Prison Blues          | Blues věznice Kryptárium              | Daniel Ife      | Kevin Burke, Chris Wyatt | 20. května 2022 | 10. listopadu 2022 |
| Do střeženého vězení Kryptárium se vblíží křišťáloví robotičtí pavouci. S pomocí hologramu se ta stejná tajemná osoba s maskou Kabuki zjeví i Pythorovi a pozve ho do rady Křišťálového krále. Ten pozvání přijme a s pomocí křišťálových pavoůku z vězení uprchnou. |           |                                  |                                       |                 |                          |                 |                    |
| 189 | 9         | Hounddog McBrag                  | Ohař McChlubil                        | Shane Poettcker | Bragi Schut              | 20. května 2022 | 11. listopadu 2022 |
| Když policejní konvoj převáží vězně, narazí na nedaleké auto a zastaví se. Z auta však vyjde Dareth v přestrojení za starého muže a zaměstná policii s tím, že má nefukční motor. Na druhé straně konvoje přijde Nya a osvobodí nindžy. Na místo odkud nindžové uprchli však později přijde vysoce respektovaný policejní maršal Ohař McChlubil a opět se začne rozsáhlé pátrání. |           |                                  |                                       |                 |                          |                 |                    |
| 190 | 10        | The Benefit of Grief             | Zármutek je prospěšný                 | Wade Cross      | Bragi Schut              | 20. května 2022 | 11. listopadu 2022 |
| V poušti natrafí nindžové na auto budoucí zpěvačky jménem Sally. Ta auto ukradla svému tátovi. Nindžy však začne pronásledovat policejní vrtulník, spolu s 2 policejními auty kde je i Ohař McChlubil. Nechtěně, ve snaze uniknout policii, se auto se Sally a nindžy propadne do řeky. I tam je však pronásleduje policie. Nindžové pak unknou policii, výjdou na poušť a Sally dojde domů. Nindžové se pak vypraví do Ninjaga. |           |                                  |                                       |                 |                          |                 |                    |
| 191 | 11        | The Fifth Villain                | Pátý zlosyn                           | Daniel Ife      | Liz Hara                 | 20. května 2022 | bude oznámeno      |
| Druhá skupina nindžů spolu s bývalým vězněm Uprholem, se dozví o připravované křišťálové radě. Uvědomí si, že pokud zjistí jaký padouch bude pozván příště, mohou se za něj přestrojit a překazit plán Křišťálového krále. Zjistí že je to padouch jménem Mechanik. Nindžové napadnou Mechanika a svážou ho. Lloyd v přestrojení za Mechanika je pozván do rady Křištálového krále. |           |                                  |                                       |                 |                          |                 |                    |
| 192 | 12        | The Council of the Crystal King  | Rada Křišťálového krále               | Shane Poettcker | Bragi Schut              | 20. května 2022 | bude oznámeno      |
| Lloyd v přestrojení za Mechanika následuje křišťálového pavouka do základny rady Křišťálového krále, která sa nachází za zdí v zapomenuté podzemní lince. Na základně se pak nachází další metro které odveze Lloyda přímo do centrály rady. Nindžové pak následují Lloydův signál, avšak v dodávce kde je svázan pravý Mechanik, vypukne bitva. Dodávka se převrátí a Mechanik uprchne. Vypukne pak další bitva, tentokrát v lince metra. Tam Mechanik nindžy poráží, avšak křišťálový pavouk rozpozná tvář pravého Mechanika, což ho zaskočí. Mechanik posléze skočí na vlak a chystá se jít na radu Křišťálového krále. Lloyd v přestrojení se setká s padouchy rady - s Aspheerou, Vangelisem, Pythorem a Mistrem F, který býval Mistr E, avšak v 9. sérii byl zničen Garmadonem. Do místnosti přichází tajuplná osoba s maskou Kabuki která rychle odhalí Lloyda v přestrojení. Vypukne boj který Lloyd prohraje a odhalí se že osoba s maskou Kabuki je Harumi. Lloyd je posléze zajat. |           |                                  |                                       |                 |                          |                 |                    |
| 193 | 13        | A Sinister Shadow                | Zlověstný Stín                        | Wade Cross      | Kevin Burke, Chris Wyatt | 10. zaří 2022   | bude oznámeno      |
| Harumi vypráví o tom jak se vrátila. Když s ní v 9. sérii padla budova, dá se říct že zemřela, avšak v říši zesnulých za ní přišel Overlord který jí nabídl že pokud mu bude sloužit, oživí jí. Harumi souhlasila a Overlord jí oživil. Dal jí do rukou krystal a nasměroval jí do chrámu Oni kde krystal položila a Overlord nadobudl dočasnou podobu unvnitř krystalu. Na rozkaz Overlorda, tedy Křišťálového krále, začala Harumi verbovat bývalé padouchy a budovat armádu z kamene pomsty který byl těžen v Shintaru kde vládl král Vangelis. Lloyd se Harumi přizná, že k ní stále něco cítí a že když s ní padla budova, Lloyd jí ihned po osvobození Ninjaga šel hledat, ale nenašel jí. |           |                                  |                                       |                 |                          |                 |                    |
| 194 | 14        | The Spider's Design              | Pavoukův Nákres                       | Daniel Ife      | Lauren Bradley           | 11. září 2022   | bude oznámeno      |
| Ohař McChlubil který stále pátra po nindžích, se zastaví u kláštera Mistra Wu, a sice základny celého tímu. Wu mu však o poloze nindžů nic neřekne. Mezitidím Lloyd zajat na základně Overlorda, je spoután řetězy z kamene pomsty, nad jámou s lávou. Chce přesvědčit Harumi aby si vše rozmyslela, avšak je jen znovu zmanipulován. Když jí Lloyd řekne že určitě nechce aby byli zraněni nevinní lidé. To jí však rozčílí a ovládne jí temnota. Lloydovi řekne že je jako jeho otec Garmadon, má i temnou stranu Oni. Poté Harumi posíla křišťálové pavouky aby zneškodnili nindžy kteří se snaží najít Lloyda. Útok přežijí, ale zůstanou uvězneni ve vozu v podzemí. |           |                                  |                                       |                 |                          |                 |                    |
| 195 | 15        | The Fall of the Monastery        | Pád Kláštera                          | Shane Poettcker | Bragi Schut              | 18. září 2022   | bude oznámeno      |
| Wu, Pixal, Nya a Skylor se na základně snaží vyhledat nindžy kteří zůstali uvězneni v podzemí. V tom je však nepříjemně překvapí příchod Pythora, Vangelise, Aspheery a Mechanika. Ti si přišli po zlaté zbraně, které jim však Wu odmíta dát a vypukne ostrý boj. Bitvu nakonec vyhrají padouši, kteří si vezmou zlaté zbraně potřebné pro přivedení Overlorda. Aktivují i výbušniny umístěny v křišťálových pavoucích. Mini-robot který vyrobila Pixal, vytáhne Wua, Pixal a Skylor pryč z kláštera. Nya tam však zůstane a probudí se jen chvilku před výbuchem. Klášter vybouchne a je srovnán se zemí, Nyi se však podařilo uniknout a vydá se hledat nindžy. |           |                                  |                                       |                 |                          |                 |                    |
| 196 | 16        | Darkness Within                  | Temnota Uvnitř                        | Wade Cross      | Lizzi Oyebode            | 18. září 2022   | bude oznámeno      |
| Vangelis, Mechanik, Pythor a Aspheera dorazí s ukradenými zlatými zbraněemi na základnu Overlorda. Lloyd konfrontuje Harumi že za všechno jednou zaplatí. Mezitidím Nya osvobodí uvězněné nindžy a řekne jim že za celým plánem je Harumi, což nindžy dost zaskočí, protože si mysleli že zemřela v 9. sérii. Posléze se začne rituál který provede Aspheera se zlatými zbraněmi a za přítomnosti Generálů Vangelise, Mechanika, Mistra F a Pythora. Zlaté zbraně promění v zbraně destrukce a spolu s Harumi přivolají Overlorda který nadobude podobu smrtelníka se čtyřma rukama a zvláštní maskou připomínající masku Oni. |           |                                  |                                       |                 |                          |                 |                    |
| 197 | 17        | The Coming of the King           | Příchod Krále                         | Daniel Ife      | Kevin Burke, Chris Wyatt | 24. září 2022   | bude oznámeno      |
| 198 | 18        | Return to Primeval's Eye         | Návrat k Pravěkému Oku                | Shane Poettcker | Bragi Schut              | 25. září 2022   | bude oznámeno      |
| 199 | 19        | Crystastrophe                    | Křišťálová Katastrofa                 | Wade Cross      | Kevin Burke, Chris Wyatt | 1. října 2022   | bude oznámeno      |
| 200 | 20        | Christofern                      | Kristokapradí                         | Daniel Ife      | Bragi Schut              | 1. října 2022   | bude oznámeno      |
| 201 | 21        | A Lesson in Anger                | Lekce ve Zlobě                        | Shane Poettcker | Kevin Burke, Chris Wyatt | 1. října 2022   | bude oznámeno      |
| 202 | 22        | Brave, But Foolish               | Stateční, ale bláhoví                 | Wade Cross      | Kevin Burke, Chris Wyatt | 1. října 2022   | bude oznámeno      |
| 203 | 23        | Quittin' Time!                   | Čas Přestat!                          | Daniel Ife      | Bragi Schut              | 1. října 2022   | bude oznámeno      |
| 204 | 24        | Return of the Ice Emperor        | Návrat Ledového Krále                 | Shane Poettcker | Kevin Burke, Chris Wyatt | 1. října 2022   | bude oznámeno      |
| 205 | 25        | Safe Haven                       | Bezpečné Útočiště                     | Wade Cross      | Bragi Schut              | 1. října 2022   | bude oznámeno      |
| 206 | 26        | Compactible                      | Slučitelný                            | Daniel Ife      | Kevin Burke, Chris Wyatt | 1. října 2022   | bude oznámeno      |
| 207 | 27        | Distress Calls                   | Volání o Pomoc                        | Shane Poettcker | Kevin Burke, Chris Wyatt | 1. října 2022   | bude oznámeno      |
| 208 | 28        | An Issue of Trust                | Problémy s Důvěrou                    | Wade Cross      | Bragi Schut              | 1. října 2022   | bude oznámeno      |
| 209 | 29        | Dragon Form                      | Forma Draka                           | Daniel Ife      | Bragi Schut              | 1. října 2022   | bude oznámeno      |
| 210 | 30        | Roots                            | Kořeny                                | Shane Poettcker | Bragi Schut              | 1. října 2022   | bude oznámeno      |

## Minisérie

### Mini Movies - Mini epizody (2011)
| Číslo v sezóne | Název                         | Český název               | Režie           | Scénář            | Datum premiéry     |
| -------------- | ----------------------------- | ------------------------- | --------------- | ----------------- | ------------------ |
| 1              | Secrets of the Blacksmith     | Tajemství kovářské dílny  | Peter Dodd      | Tommy Andreasen   | 21. listopadu 2011 |
| 2              | Flight of the Dragon Ninja    | Let dračích nindžů        | Peter Dodd      | Tommy Andreasen   | 22. listopadu 2011 |
| 3              | The News Masters of Spinjitzu | Nový mistři Spinjitzu     | Peter Dodd      | William Thorogood | 23. listopadu 2011 |
| 4              | An Underwordly Takeover       | Podsvětí přebírá vládu    | Michael Helmuth | Tommy Andreasen   | 24. listopadu 2011 |
| 5              | Return to Fire Temple         | Návrat do ohnivého chrámu | Michael Helmuth | William Thorogood | 25. listopadu 2011 |
| 6              | Battle Between Brothers       | Bitva mezi bratri         | Michael Helmuth | William Thorogood | 2. prosince 2011   |

### Chen Mini Movies - Chenovy příběhy (2015)
| Číslo v sezóne | Název                      | Český název                  | Režie                    | Scénář               | Datum premiéry    |
| -------------- | -------------------------- | ---------------------------- | ------------------------ | -------------------- | ----------------- |
| 1              | Chen's New Chair           | Chenove nové křeslo          | Sanne Dirckinck-Holmfeld | Dan a Kevin Hagenman | 14. července 2015 |
| 2              | Chair Play Chen            | Pin-pong                     | Sanne Dirckinck-Holmfeld | Dan a Kevin Hagenman | 25. července 2015 |
| 3              | Chair Up Chen              | Nudné křeslo                 | Sanne Dirckinck-Holmfeld | Dan a Kevin Hagenman | 25. července 2015 |
| 4              | Chairful What You Wish For | Kde je voda?                 | Sanne Dirckinck-Holmfeld | Dan a Kevin Hagenman | 1. srpna 2015     |
| 5              | Bad Chair Day              | Tolik možností, tolik zábavy | Sanne Dirckinck-Holmfeld | Dan a Kevin Hagenman | 1. srpna 2015     |

### Tall Tale Mini-Movies -  Legendy Smolné Tvrze (2016)
| Číslo v sezóne | Název                              | Český název                           | Režie | Scénář | Datum premiéry  |
| -------------- | ---------------------------------- | ------------------------------------- | ----- | ------ | --------------- |
| 1              | The Tall Tale of Flintflocke       | Neuvěřitelný příbeh Flintflocka       | N/A   | N/A    | 21. února 2016  |
| 2              | The Tall Tale of Clancee           | Neuvěřitelný příběh Clanceeho         | N/A   | N/A    | 28. února 2016  |
| 3              | The Tall Tale of Doubloon          | Neuvěřitelný příběh Doubloona         | N/A   | N/A    | 14. března 2016 |
| 4              | The Tall Tale of Dogshank          | Neuvěřitelný příběh Dogshank          | N/A   | N/A    | 2. dubna 2016   |
| 5              | The Tall Tale of Monkey Wretch     | Neuvěřitelný příběh Monkey Wretcha    | N/A   | N/A    | 20. dubna 2016  |
| 6              | The Tall Tale of Squiffy and Bucko | Neuvěřitelný příbéh Squiffyho a Bucka | N/A   | N/A    | 25. dubna 2016  |

### Know the enemy - Po stopách padouchů (2016)
Exkluzivní prohlídka v muzeu doktora Saunderse je otevřena a zahrňuje i sekci s padouchy historie: Pythora, Kozua, Samukaie, Mistra Chena, Morra a Cryptora.
| Číslo v sezóne | Název                    | Český název             | Režie | Scénář | Datum premiéry    |
| -------------- | ------------------------ | ----------------------- | ----- | ------ | ----------------- |
| 1              | The Story of Samukai     | Po stopách Samukaie     | N/A   | N/A    | 15. června 2016   |
| 2              | The Story of Pythor      | Po stopách Pythora      | N/A   | N/A    | 21. června 2016   |
| 3              | The Story of Cryptor     | Po stopách Cryptora     | N/A   | N/A    | 12. července 2016 |
| 4              | The Story of Master Chen | Po stopách Mistra Chena | N/A   | N/A    | 14. července 2016 |
| 5              | The Story of Morro       | Po stopách Morra        | N/A   | N/A    | 21. července 2016 |
| 6              | The Story of Kozu        | Po stopách Kozu         | N/A   | N/A    | 30. července 2016 |

### Wu's Teas - Čaje mistra Wu (2017)
Nová čajovna Mistra Wua Steeper Wisdom si vede velmi dobře dokud se na stejné ulici neotevře konkurenční kavárna, která pro sebe získá zákazníky čajovny.
| Číslo v sezóne | Název                  | Český název              | Režie | Scénář | Datum premiéry    |
| -------------- | ---------------------- | ------------------------ | ----- | ------ | ----------------- |
| 1              | Secret Teas            | Tajné čaje               | N/A   | N/A    | 13. července 2017 |
| 2              | Music Night Part 1     | Hudební večer 1          | N/A   | N/A    | 13. července 2017 |
| 3              | Music Night 2          | Hudební večer 2          | N/A   | N/A    | 13. července 2017 |
| 4              | Names                  | Jména                    | N/A   | N/A    | 13. července 2017 |
| 5              | Funny Guys             | Zábavní chlapci          | N/A   | N/A    | 13. července 2017 |
| 6              | Inspection Day         | Inspekce                 | N/A   | N/A    | 13. července 2017 |
| 7              | Remote Control Zane    | Zane na dálkové ovládání | N/A   | N/A    | 13. července 2017 |
| 8              | Trojan Tea Kettle      | Trojská konvice na čaj   | N/A   | N/A    | 13. července 2017 |
| 9              | Mystery Dust           | Záhadný prach            | N/A   | N/A    | 13. července 2017 |
| 10             | Cool-Headed kai        | Klidný Kai               | N/A   | N/A    | 13. července 2017 |
| 11             | Lloyd's Late           | Lloyd má spoždení        | N/A   | N/A    | 13. července 2017 |
| 12             | Steep Surveillance     | Přísný dohled            | N/A   | N/A    | 13. července 2017 |
| 13             | The Coin Toss          | Hod mincí                | N/A   | N/A    | 13. července 2017 |
| 14             | Nya's Mural            | Malířka Nya              | N/A   | N/A    | 13. července 2017 |
| 15             | The Taste Test         | Souboj chutí             | N/A   | N/A    | 13. července 2017 |
| 16             | A Beautiful Friendship | Báječné přátelství       | N/A   | N/A    | 13. července 2017 |
| 17             | Panda-Monium           | Panda-Monstrum           | N/A   | N/A    | 13. července 2017 |
| 18             | Undercover Zane        | Zane v utajení           | N/A   | N/A    | 13. července 2017 |
| 19             | Zaney Chess Game       | Šachový mistr            | N/A   | N/A    | 13. července 2017 |
| 20             | Spinny Sign            | Triky s cedulí           | N/A   | N/A    | 13. července 2017 |

### Decoded - Dekódování (2017)
Zane je v restartu a jeho myšlenky jsi připomínají bitvy, Garmadona, Stroje a mechy, Digivesmír, Elementální mistry a legendární místa.
| Číslo v sezóne | Název                       | Český název               | Režie                          | Scénář                     | Datum priemiéry    |
| -------------- | --------------------------- | ------------------------- | ------------------------------ | -------------------------- | ------------------ |
| 1              | Legacy                      | Dedičství                 | Asa Tait and J. Rick Castañeda | Psychic Bunny Writing Team | 27. listopadu 2017 |
| 2              | Vehicles and Mechs          | Stroje a Mechy            | Asa Tait and J. Rick Castañeda | Psychic Bunny Writing Team | 4. prosince 2017   |
| 3              | Legendary Places            | Legendární místa          | Asa Tait and J. Rick Castañeda | Psychic Bunny Writing Team | 11. prosince 2017  |
| 4              | Ninjago's Most Wanted       | Ninjago je nejhledanější  | Asa Tait and J. Rick Castañeda | Psychic Bunny Writing Team | 18. prosince 2017  |
| 5              | The Digiverse and Beyond    | Mimo Digivesmíru          | Asa Tait and J. Rick Castañeda | Psychic Bunny Writing Team | 25. prosince 2017  |
| 6              | The Elemental Masters       | Elementární Mistři        | Asa Tait and J. Rick Castañeda | Psychic Bunny Writing Team | 1. ledna 2018      |
| 7              | Beasts and Dragons          | Příšery a Draci           | Asa Tait and J. Rick Castañeda | Psychic Bunny Writing Team | 8. ledna 2018      |
| 8              | Rise of Garmadon            | Vzestup Garmadona         | Asa Tait and J. Rick Castañeda | Psychic Bunny Writing Team | 15. ledna 2018     |
| 9              | Prophecy of the Green Ninja | Proroctví Zeleného nindži | Asa Tait and J. Rick Castañeda | Psychic Bunny Writing Team | 22. ledna 2018     |
| 10             | Greatest Battles            | Nejhrůznejśí bitky        | Asa Tait and J. Rick Castañeda | Psychic Bunny Writing Team | 29. ledna 2018     |

### Tales From The Monastery of Spinjitzu - Příběhy z chrámu Spinjitzu (2019)
Nindžové z Ninjaga přestavávají svůj klášter poté, co byl kdysi zničen kmenem Hypnobraiů. Pro zachování dedictví Ninjaga pro budoucí generace, Mistr Wu kontroluje malování fresky zachycující nekteré z nejzapamatovatelnejších momentů z historie Spinjitzu.
| Číslo v sezóne | Název             | Český název        | Režie                    | Scénář          | Datum premiéry    |
| -------------- | ----------------- | ------------------ | ------------------------ | --------------- | ----------------- |
| 1              | Master Class      | Mistrovská třída   | Rolf Rolf                | Tommy Andreasen | 19. prosince 2018 |
| 2              | Green and Gold    | Zelený a Zlatý     | Benjamin Brokop          | Tommy Andreasen | 19. prosince 2018 |
| 3              | The Weekend Drill | Víkendové cvičení  | Jeppe Sandholt           | Tommy Andreasen | 19. prosince 2018 |
| 4              | Elemental Rider   | Elementární jezdec | Sanne Dirckinck-Holmfeld | Tommy Andreasen | 19. prosince 2018 |
| 5              | Blue Lighting     | Modrý Blesk        | Peter Egeberg            | Tommy Andreasen | 19. prosince 2018 |
| 6              | Samurai X-Treme   | Samurajské Iksko   | Peter Egeberg            | Tommy Andreasen | 19. prosince 2018 |

### Prime Empire Original Shorts  - Originální šortky ze Svrchované říše (2020)
V Svrchované říši se všichni hráči snaží získat nejvyšší cenu, vytouženou Klíč-Tanu. Ale co tam dělá Jay? Jak se dostal do hry, a taky proč? V téhle hře se toho skrývá mnohem více než jen závody. Za oponou totiž číhá zlo. Předtím, než se to dozví, se Jay ocitne na útěku. Utěče? Komu může věřit? Je tady jeno jedna cesta jak to zjistit - začít hrát!
(První dva příběhy se odehrávají před dvanáctou sezónou. Ty další se odehrávají přes ni.)
| Číslo v sezóne | Název                        | Český název                    | Režie                 | Scénář                      | Datum priemiéry |
| -------------- | ---------------------------- | ------------------------------ | --------------------- | --------------------------- | --------------- |
| 1              | Let's Dance!                 | Pojď tančit!                   | Jennifer Guglielmucci | Alisha Brophy & Scott Miles | 7. ledna 2020   |
| 2              | Upgrade                      | Upgrade                        | Joel Salasaz          | Alisha Brophy & Scott Miles | 13. ledna 2020  |
| 3              | The Meaning of Victory       | Význam vítězství               | Clint Gamble          | Chato Hill                  | 10. ledna 2020  |
| 4              | The Stowaway                 | Štvanice                       | Juan Franzius         | Chato Hill                  | 10. ledna 2020  |
| 5              | Manhunt                      | Skrýš                          | Ashley Lynch          | Chato Hill                  | 10. ledna 2020  |
| 6              | Gayle Gossip: A Clooser Look | Gayle Gossipová: Bližší pohled | Daniel Ife            | Alisha Brophy & Scott Miles | 10. ledna 2020  |

### Reimagined (2021)
Je rok 2021. LEGO Ninjago oslavuje 10. výročí příběhů, her a nezapomenutelných dobrodružství, přátel, draků a epických bitev. A všechno další co znáš a miluješ. a oslavu tohohle úžasného světa uvádíme sérii krátkých příběhů. Každý z nich vypráví nový vzrušující příběh, jaký stě ještě neviděli. To je Ninjago: Reimagined. Pět krátkých filmů s vašimi oblíbenci, Kaiem, Colem, Lloydem, Zanem, Jayem a samozřejmě i s jejich moudrým mistrem Wuem. Ste nadšení? Připravte se na nové dobrodružství!
| Číslo v sezóne | Název                               | Český název                                                     | Režie         | Scénář                                                 | Datum priemiéry |
| -------------- | ----------------------------------- | --------------------------------------------------------------- | ------------- | ------------------------------------------------------ | --------------- |
| 1              | Golden Legend                       | Zlatá legenda                                                   | Ben Marsaud   | Kevin Burke, Chris Wyatt                               | 23. dubna 2021  |
| 2              | Gold Rush                           | Zlatá horečka                                                   | Shaofu Zhang  | Kevin Burke, Chris Wyatt                               | 30. dubna 2021  |
| 3              | A Day in the Life of a Golden Ninja | Jeden den v životě Zlatého nindži (Den v životě Zlatého nindži) | Ridd Sorensen | Kevin Burke, Chris Wyatt a Ridd Sorensen               | 7. května 2021  |
| 4              | Sweatin' to the Goldies             | Propocení se zlatým dobrým songům (Zlato v hrdle)               | Rich Johnson  | Kevin Burke, Chris Wyatt                               | 14. května 2021 |
| 5              | Golden Hour                         | Zlatá hodinka                                                   | CC Pixels     | Kevin Burke, Chris Wyatt, Ryan Estabrook, Uday Kataria | 21. května 2021 |

### The Virtues of Spinjitzu (2022)
Teď je čas posunout své nindžovské zručnosti na vyšší úroveň. Musíš vylepšit své nejdůležitejší cnosti, které ses naučil. Buď připraven použít je ve správný čas! Tohle je tvůj osud.
| Číslo v sezóne | Název      | Český název | Režie           | Scénář                   | Datum priemiéry |
| -------------- | ---------- | ----------- | --------------- | ------------------------ | --------------- |
| 1              | Curiosity  | Zvědavost   | Shane Poettcker | Kevin Burke, Chris Wyatt | 11. ledna 2022  |
| 2              | Balance    | Rovnováha   | Juan Franzius   | Kevin Burke, Chris Wyatt | 18. ledna 2022  |
| 3              | Wisdom     | Moudrost    | Wade Cross      | Kevin Burke, Chris Wyatt | 25. ledna 2022  |
| 4              | Honesty    | Poctivost   | Wade Cross      | Kevin Burke, Chris Wyatt | 1. února 2022   |
| 5              | Generosity | Štědrost    | Shane Poettcker | Kevin Burke, Chris Wyatt | 8. února 2022   |
| 6              | Courage    | Odvaha      | Juan Franzius   | Kevin Burke, Chris Wyatt | 15. února 2022  |

## Film
Ninjago terorizuje zlý Lord Garmadon. Jediný, kdo ho dokáže zastavit je zelený nindža - Garmadonúv syn. Podaří se mu to za pomoci nindžů a mistra Wu, nebo zklame?
| Původní název          | Český název       | Režie                                 | Scénář                                                                    | Premiéra v USA | Premiéra v ČR |
| ---------------------- | ----------------- | ------------------------------------- | ------------------------------------------------------------------------- | -------------- | ------------- |
| The Lego Ninjago Movie | LEGO Ninjago film | Charlie Bean, Paul Fisher a Bob Logan | Paul Fisher, William Wheeler, Tom Wheeler, Jared Stern a John Whittington | 22. září 2017  | 21. září 2017 |